# فابیان بردلو
فابیان بردلو (انگلیسی: Fabian Bredlow؛ زادهٔ ۲ مارس ۱۹۹۵) بازیکن فوتبال اهل آلمان است که به عنوان دروازه‌بان بازی می‌کند.
از باشگاه‌هایی که در آن بازی کرده‌است می‌توان به باشگاه فوتبال لیفرینگ، باشگاه فوتبال هالشر، باشگاه فوتبال لایپزیگ، باشگاه فوتبال اشتوتگارت، و باشگاه فوتبال نورنبرگ اشاره کرد.
وی همچنین در تیم‌های ملی فوتبال جوانان آلمان، و جوانان آلمان، بازی کرده‌است.